# فرودگاه بین‌المللی سن آنتونیو

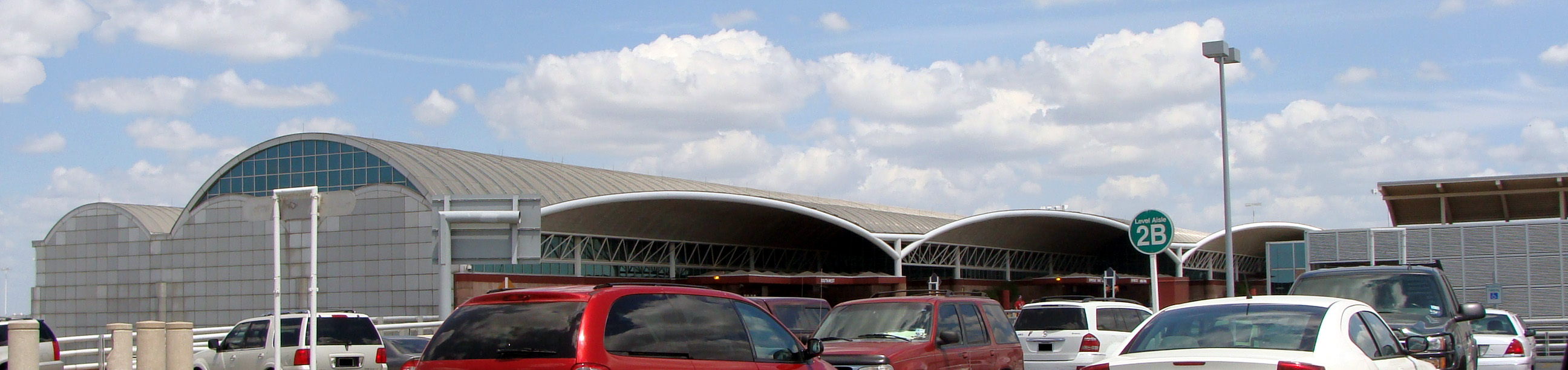
نمایی از ترمینال ۱ فرودگاه

فرودگاه بین‌المللی سن آنتونیو (به انگلیسی: San Antonio International Airport) فرودگاهی بین‌المللی است که در شهر سن آنتونیو در ایالت تکزاس واقع شده
در سال ۲۰۰۷، ۸٬۰۳۱٬۴۰۵ مسافر در این فرودگاه رفت‌وآمد کردند.
۲۱ شرکت هواپیمایی به این فرودگاه خدمات ارائه می‌کنند.